# Ilona Richter
Ilona Richter (-Dörfer après mariage),  née le 11 mars 1953 à Neukirchen (RDA), est une rameuse d'aviron est-allemande.

## Carrière
Elle est sacrée championne olympique de huit aux Jeux olympiques de 1976 de Montréal et aux Jeux olympiques de 1980 à Moscou.
Elle est aussi championne du monde de huit en 1975, championne du monde de quatre barré en 1977, et vice-championne du monde de huit en 1979 ainsi que vice-championne d'Europe de huit en 1973.